# A Note of Triumph: The Golden Age of Norman Corwin
A Note of Triumph: The Golden Age of Norman Corwin – amerykański film  z 2005 roku w reżyserii Erica Simonsona o pisarzu, scenarzyście filmowym i dramaturgu Normanie Corwinie.

## Nagrody
| Nazwa nagrody | Wygrane                                                                              | Nominacje    |
| ------------- | ------------------------------------------------------------------------------------ | ------------ |
| Oscar         | 2006 Najlepszy krótkometrażowy film dokumentalny Corinne Marrinan oraz Eric Simonson | 2006 wygrana |